# Baugeschichte des Tower of London

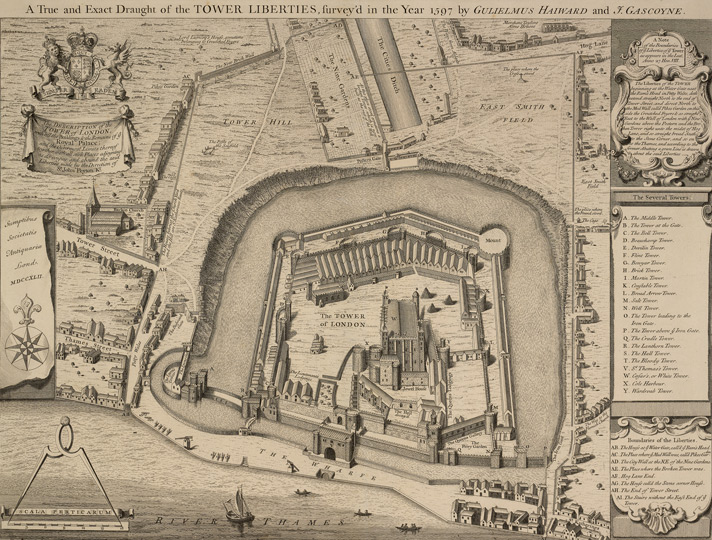
Plan des Towers 1597

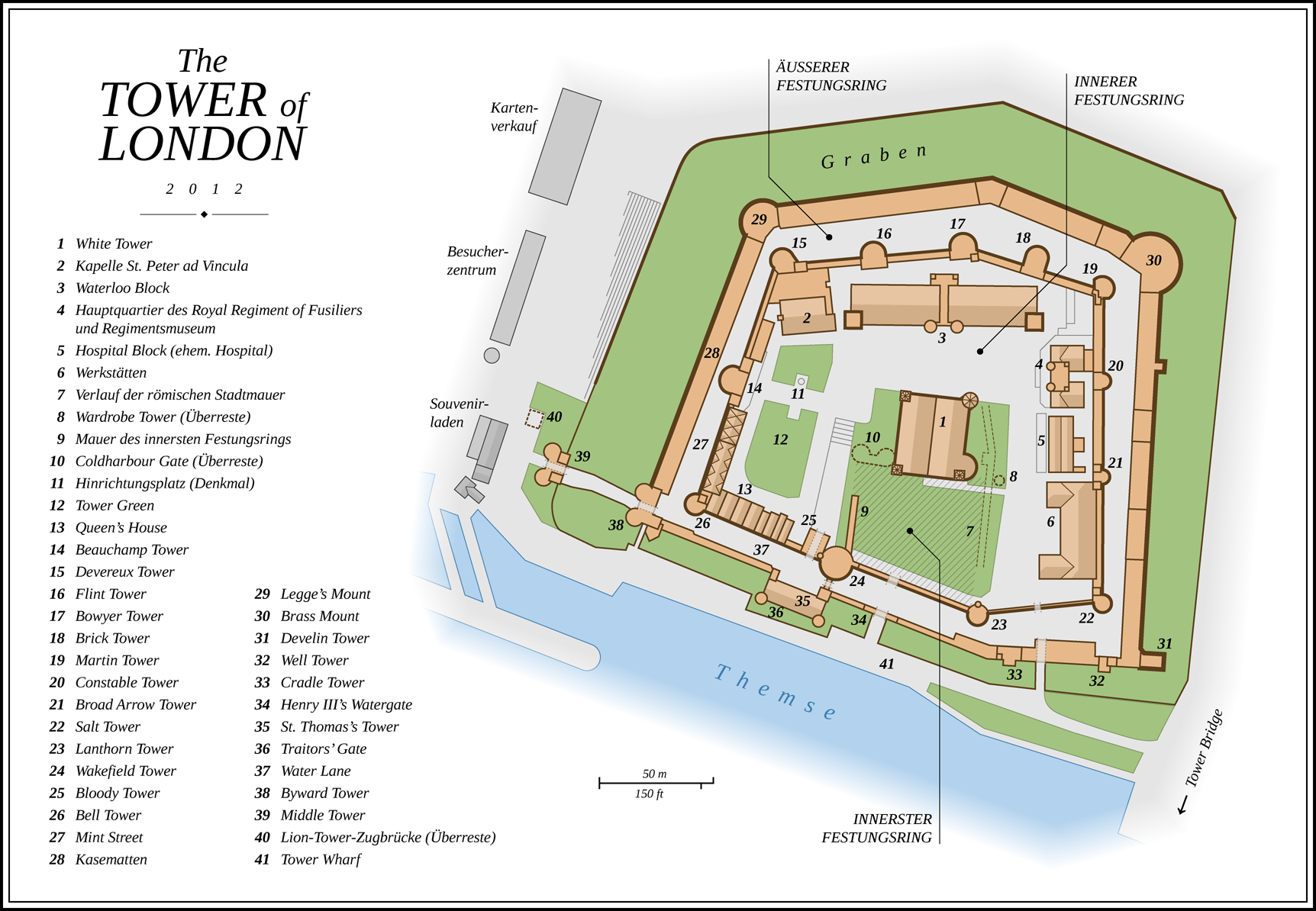
Plan des Towers 2012

Die Baugeschichte des Tower of London spannt sich über fast 1000 Jahre. Auf den Resten der römischen Stadtmauer Londons ließ Wilhelm der Eroberer ab 1066 eine Burg und ab 1077/78 den White Tower, den ältesten erhaltenen Teil des Tower of London, errichten. Wilhelms Nachfolger Richard I., Heinrich III. und Edward I. gaben dem Tower noch im Mittelalter die heutige Außengestalt mit drei Festungsringen, die von einem Graben umschlossen werden. Der Tower hat drei Festungsringe, drei Tortürme, einen dominierenden Keep und dutzende weiterer Bauten.
In den folgenden Jahrhunderten ließen verschiedene englische Könige und das Board of Ordnance Gebäude innerhalb der Festungsringe aufbauen und abreißen, erhöhten Mauern, ließen Tore ändern, abreißen oder neu anlegen, und versuchten die Festung jeweils der aktuellen Waffentechnik anzupassen. Große Renovierungsarbeiten erfolgten unter Heinrich VIII., der auch als letzter König den Tower für persönliche Zwecke nutzte. Unter dem Board of Ordnance entstanden zahlreiche barocke Innenbauten, die dem White Tower an Größe gleichkamen. Besonders prägend war hier das Grand Storehouse. Mehrfach brachen große Feuer im Tower aus. Insbesondere geschah dies 1777, als der südliche Innenhof mit dem alten Königspalast niederbrannte und 1841 als das Grand Storehouse in Flammen aufging.
Die letzten großen Baumaßnahmen fielen in das späte 19. Jahrhundert. Unter den Baumeistern Anthony Salvin und John Taylor setzte eine neo-gotische Umgestaltung ein. Sie ließen zahlreiche Gebäude im inneren niederreißen, Backstein durch „authentischere mittelalterliche Steine“ ersetzen und einige Türme und Mauern im neogotischen Stil neu bauen.

## Wilhelm der Eroberer: White Tower

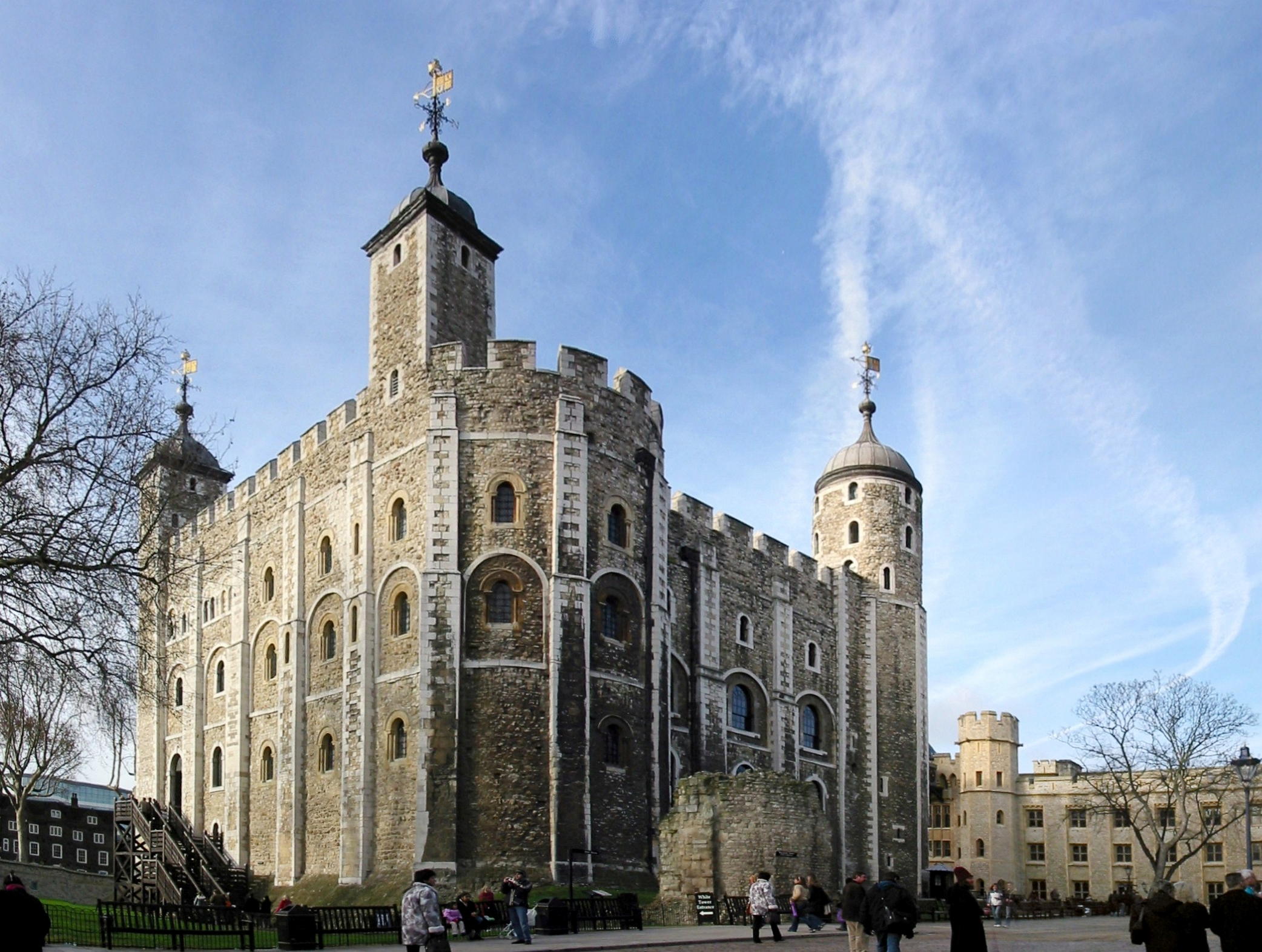
Der White Tower.

Nachdem es nach der normannischen Eroberung Englands 1066 anlässlich der Krönung Wilhelms des Eroberers zum englischen König in der Westminster Abbey an Weihnachten 1066 zu Unruhen in der Stadt gekommen war, ordnete Wilhelm den Bau einer Burg an, um den Normannen die Herrschaft über die City of London, schon damals die mit Abstand größte Stadt Englands, und das umgebende Gebiet von Middlesex, dem heutigen Greater London, zu sichern. Der Tower gehörte zu einer ganzen Zahl von Erd- und Steinfestungen, die Wilhelm bauen ließ, um die Macht der Normannen in England zu festigen. Er ordnete an, eine Reihe von Festungen um London herum zu errichten. Während Windsor Castle den Zugang zur Stadt aus dem Westen sicherte, sollte der Tower den Zugang aus dem Osten kontrollieren. Baynard’s Castle entstand dort, wo heute Blackfriars liegt westlich der City an der Themse, Montfichet Castle nördlich von London.
Wilhelm nutzte die noch vorhandene römische Stadtmauer von Londinium und ließ den Bau in ihrer Südostecke errichten, so dass die erhaltenen römischen Mauern den Tower nach Osten und nach Süden zur Themse hin schützten. Der Tower begann sein Leben als hastig errichtete Festung aus Holz, die ein Graben nach Westen zur Innenstadt hin schützte.
Ursprünglich ließ Wilhelm eine 200 mal 400 Fuß (etwa 70 × 140 Meter) große Festung aus Holz errichten, die jedoch schon wenige Jahre später durch das Steingebäude des White Tower ersetzt wurde. Der White Tower wurde ab 1077 oder 1078 unter der Leitung von Gundulf, Bischof von Rochester, errichtet. Er orientierte sich in seiner Gestaltung an den Donjons der Normandie, etwa in Rouen oder Ivry-la-Bataille, seine monumentale Größe war jedoch bis dahin ohne Beispiel. Wilhelm ließ ihn mit luxuriösen Wohnräumen ausstatten, dazu kamen Empfangssäle, eine Kapelle, und andere repräsentative Räumlichkeiten, die den Tower zur einzigen königlichen Residenz in der Stadt London machten. Während diese Räume in den meisten Burgen der Zeit um einen zentralen Hof herum angeordnet wurden, ließ Wilhelm sie im Tower aus Sicherheitsgründen in mehreren Etagen in einem einzigen Gebäude bauen.
Beim Tode Wilhelms des Eroberers 1087 war der White Tower erst zur Hälfte fertig. Unter seinem Sohn Wilhelm II. schritt der Bau nur langsam voran. Die Angelsächsische Chronik berichtet, dass die Anlage 1097 mit einer Mauer umgeben wurde. Fertiggestellt wurde der White Tower vermutlich erst in der Regierungszeit Heinrichs I. (1100–1135). Über Bauten in den Regierungszeiten der folgenden Könige lassen sich weder archäologisch noch aus der schriftlichen Überlieferung heraus genaue Aussagen treffen. Vermutlich fällt der Wardrobe Tower in diese Zeit. Der Turm, der heute nur noch in Ruinen erhalten ist, ist eine ausgebaute römische Bastion, die in der römischen Stadtmauer Londons stand. Die normannischen Baumeister bauten auf dem Grund der Bastion einen höheren Wachtturm.

## William Longchamp: innerster Festungsring

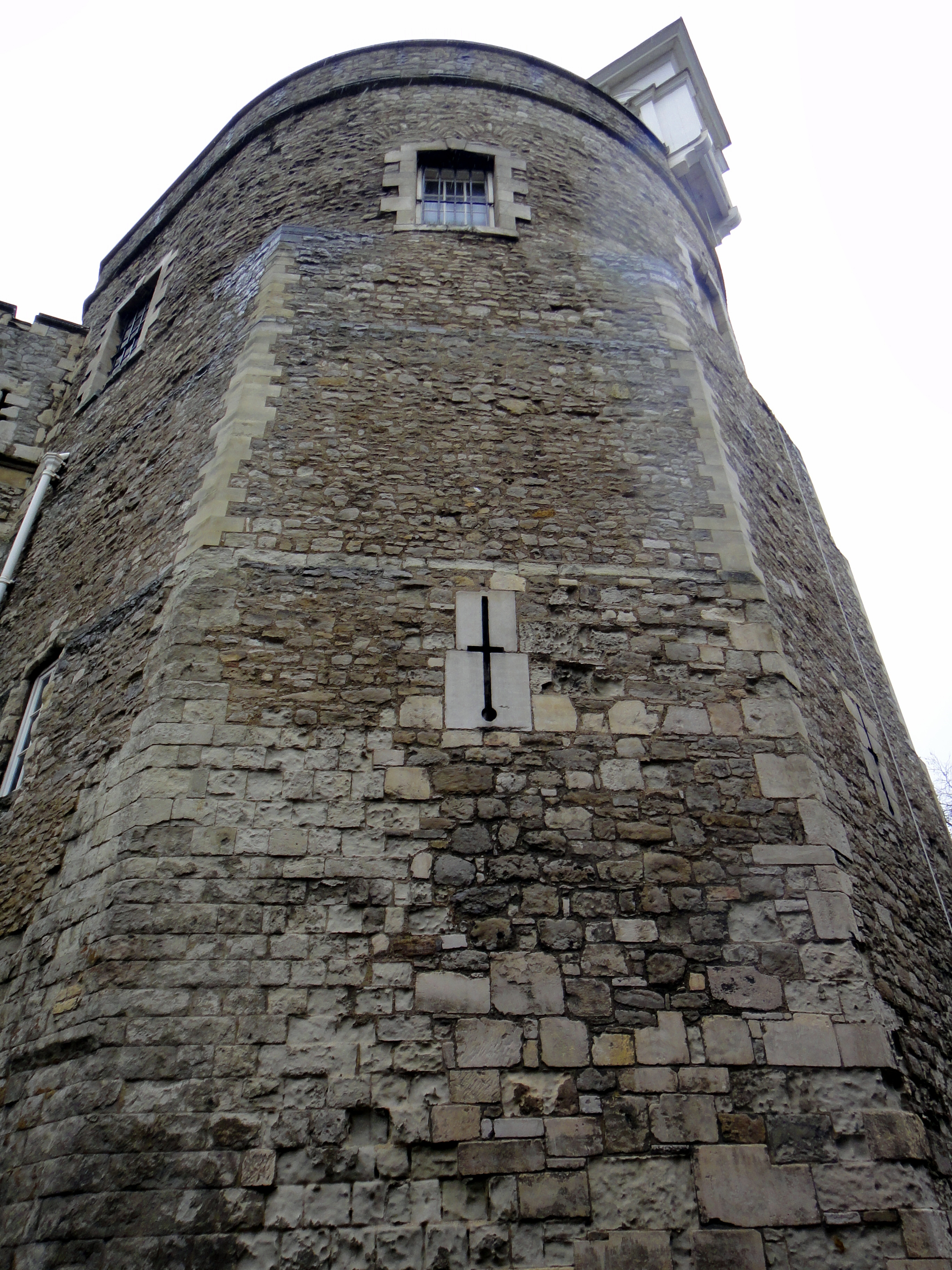
Bell Tower, in Teilen noch aus dem 12. Jahrhundert.

Während Richard I. auf Kreuzzüge zog, begann Wilhelm von Longchamp, Lordkanzler von England, mit dem Ausbau des Towers zur Festung. Er verstärkte die weiteren Mauern um den White Tower herum. Er baute diese nach Westen aus und versah sie erstmals mit kleineren Wachtürmen an den Ecken. Einer davon, der etwa 1190 errichtete Bell Tower ist noch in Teilen erhalten. Er war in mehreckiger Bauweise gebaut, die eine bessere Sicht auf potenzielle Angreifer erlaubte, als die rechteckige Bauweise des White Towers. Die gekrümmten Oberflächen des Bell Towers dienten zudem dazu, Geschosse abzulenken. Er bildete den Teil einer neuen Mauer zum Wasser hin, die den innersten Ring abgrenzte. Der heute noch vorhandene Inner Curtain zwischen Bell Tower und Bloody Tower ist Teil dieser Befestigung. Longchamp begann den noch vergeblichen Versuch, einen Wassergraben um den Tower zu errichten. Richards Bruder Johann Ohneland testete diese neuen Anlagen bereits 1191, als er in den Machtkämpfen mit seinem Bruder versuchte den Tower zu erobern. Die Festung hielt diesen Versuchen stand, musste aber aus Mangel an Nahrungsmitteln doch übergeben werden.

## Heinrich III.: innerer Festungsring
Im 12. und 13. Jahrhundert bauten verschiedene Herrscher die Festung aus. Ungefähr in dieser Zeit bekam auch die gesamte Festung den Namen Tower of London. Prägend für die heutige Gestalt des Towers war Heinrich III., der die Festung von 1220 bis 1238 zum Festland hin erweiterte, und von 1238 bis 1272 zum Fluss hin. Heinrich ließ einen neuen Festungsring, insgesamt acht Türme und einen permanent gefüllten Wassergraben errichten. In seine Zeit fällt der Bau des Wakefield Tower, und ein Umbau der königlichen Gemächer und Repräsentationsräume. Der ebenfalls unter Heinrich III. gebaute Queens Tower wurde im 19. Jahrhundert niedergerissen und an dieser Stelle der Lanthorn Tower neu gebaut.
Heinrich begann mit dem Bau der Anlagen um den heutigen innersten Festungsring. Dazu gehörten neben dem Wakefield Tower auch das Bloody Gate und die Great Hall. Sowohl die Arbeiten an der großen Halle als auch andere haushaltsbezogene Konstruktionen deuten darauf hin, dass Heinrich den Tower als Wohngebäude aufwerten wollte, und ihn auf eine Ebene mit Windsor Castle oder den Residenzen in Winchester und Clarendon stellten wollte. Heinrich ließ die Gemächer von König und Königin neu herrichten, ließ Wände weiß kalken und importierte fünf Tonnen Marmor aus Dorset, um die Innenräume auszubauen. Heinrich ließ den Keep auch von außen weiß kalken und verlegte Regenrinnen, damit herablaufendes Wasser nicht die Farbe verfleckte. Aus dieser Zeit stammt der Begriff White Tower für den Keep.
Nachdem Heinrich sich 1238 im Zuge der Verwerfungen um die Hochzeit seiner Schwester Eleanor von England mit Simon de Montfort, 6. Earl of Leicester vor aufgebrachten Adligen einen Monat lang im Tower verschanzen musste, begann er mit dem Ausbau der Tower als Festung auf dem damals aktuellen Stand der Festungstechnik. Neben verstärkten Mauern, und einem neuen Tor entstanden in dieser Zeit Devereux Tower, Bowyer Tower, Martin Tower, Broad Arrow Tower und Salt Tower.
Zeitweise verlor er im Konflikt mit den Baronen durch die Provisions of Oxford die Kontrolle über die Festung ganz und musste sie an Hugh Le Bigod abgeben. Von Frankreich aus, ordnete er dennoch den weiteren Ausbau der Festung an. Bei diesen Arbeiten wurde der innere Festungswall vollendet, und es entstand Coldharbour Gate, das zentrale landseitige Tor zum heutigen innersten Festungsring – und Heinrich kehrte heimlich in die Festung zurück.

## Edward I.: äußerer Festungsring

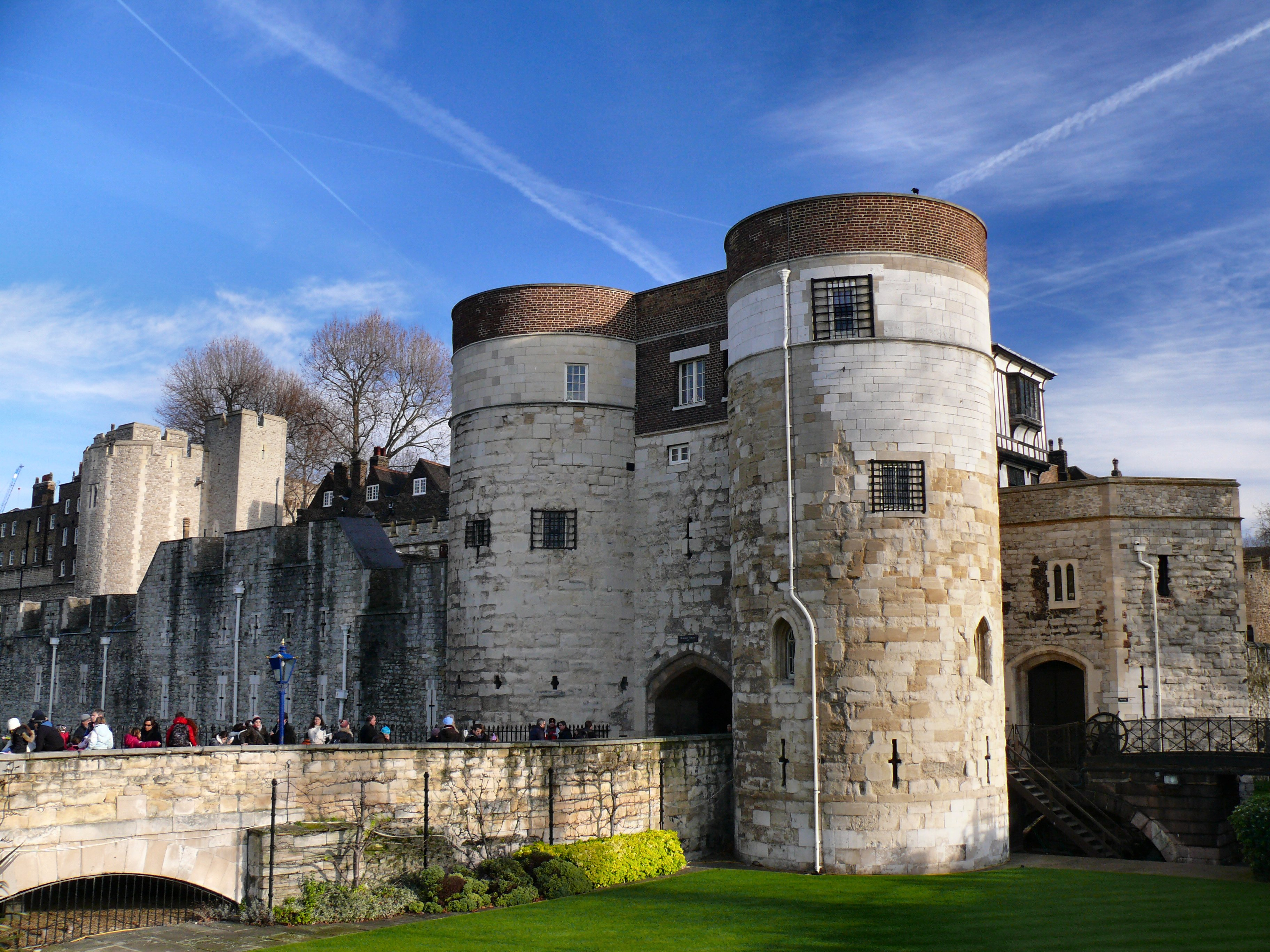
Edward ließ die heutige Außenmauer errichten und den Graben.

Edward I., der umfangreiche Erfahrungen mit der Kriegsführung auf den britischen Inseln und dem Kontinent hatte, setzte das ehrgeizige Bauprogramm seines Vorgängers fort. Er baute die innere Mauer aus, so dass eine echte Ringburg entstand, und ließ einen neuen Graben ausheben und neue Außenmauern bauen, so dass insgesamt drei Verteidigungsringe entstanden. Die Festungsringe wurden dabei nach innen höher, so dass Verteidiger auf den inneren Ringen über ihre Mitkämpfer auf den äußeren Ringen hinwegschießen konnten. Sollten die äußeren Festungsringe fallen, hätten die Verteidiger immer noch einen Höhenvorteil. Die Außenmauern des Towers erreichten damit ihre heutige Gestalt.
Edward ersetzte den großen Torbau seines Vorgängers durch zwei neue Tore: eines zum Wasser und ein landseitiges auf der West- (Stadt-)seite der Festung. Seit 1275 entstand der nach Thomas Beckett benannte St Thomas’s Tower. Das von diesem beschützte Bogentor zur Themse, das später Traitors' Gate (Verrätertor) genannt wurde, ersetzte den Wasserzugang über den Wakefield Tower. Über dem Tor befanden sich zeitweise die Schlafgemächer des Königs.
Edward gestaltete den Zugang von der Landseite komplett neu. Nach den Umbauten umfasste er drei doppelflügelige Tore mit Zugbrücken und Fallgittern, die über Dämme verbunden waren. Der neu ausgehobene Wassergraben nach Plänen des flämischen Meisters Walter war 50 Meter breit und bei Hochwasser in der Themse mehrere Meter tief. In den 1280ern wurden der Byward Tower und der Middle Tower vollendet. Damit war der Tower die erste Ringburg der britischen Inseln und hatte seine heutige Flächenausdehnung erreicht.

## Seit dem 13. Jahrhundert

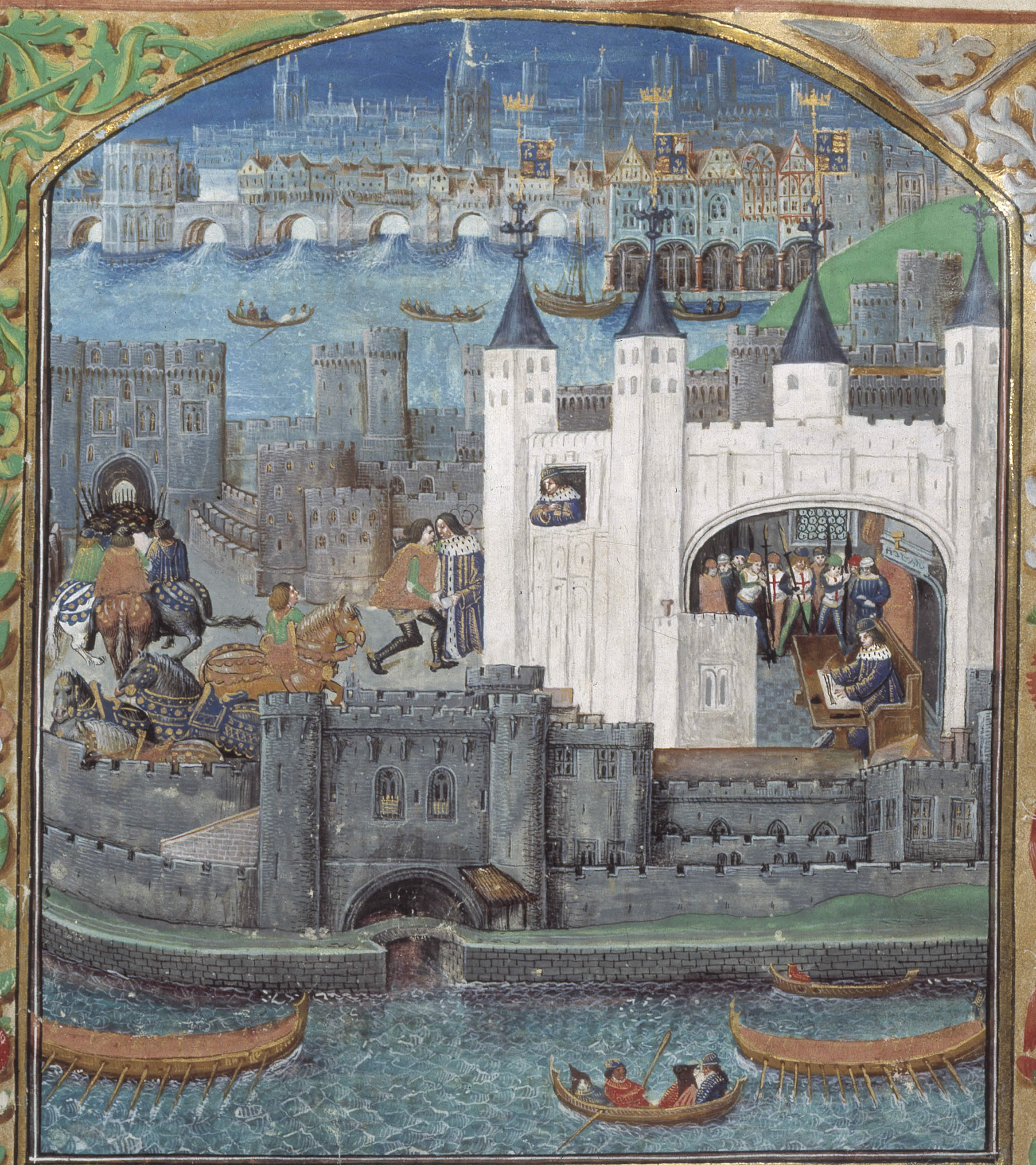
Zeitgenössische Darstellung aus dem 15. Jahrhundert

In den Zeiten nach Edward I. folgten An- und Umbauten eher sporadisch, und oftmals ad hoc. Edward II. suchte zwar in den Krisen seiner Regierung zwar mehrfach den Schutz des Towers, kümmerte sich aber sonst wenig um das Gebäude. Er ließ die Außenmauer zwischen Byward Tower und St Thomas’s Tower, die westliche Befestigung an der Themse, weiter aufmauern.
Edward III. setzte sich systematischer mit der Festung auseinander, die mittlerweile eine wichtige Rolle als Archiv und Lager für militärische Ausrüstung gewonnen hatte. Im Jahr 1335 ließ er den Zustand des Towers untersuchen, und ausgehend von diesem Bericht, Reparatur- und Umbaumaßnahmen vornehmen. Edward III. ließ zwischen 1336 und 1340 die übrige äußere Mauer an der Themse-Seite verstärken und auf die heute noch vorhandene Höhe aufmauern. Dabei entstand ein kleines Wassertor, das viele Könige für den privaten Zugang zum Tower nutzten, der Cradle Tower. Ganz am östlichen Ende der Anlage entstand mit Develin Tower und Iron Gate ein Tor für Füßgänger, das den Tower auch vom Osten her zugänglich machte und das Hospital St Katharine by the Tower mit dem Tower verband.
Edward III. ließ unter anderem die Wohngemächer des Königs ausbauen und gestaltete dabei insbesondere die Great Hall um. Edward ließ die Tore am Byward Tower und am Bloody Tower ausbauen. Im Inneren der Anlage entstanden neue Wohngemächer für den Resident Governor im Tower an Stelle des heutigen Queen’s House. Dort ist vermutlich noch Bausubstanz aus Edwards Bauten enthalten. Dabei entstand unter anderem das prachtvolle Gewölbe im Durchgang des Bloody Tower. Um den zunehmenden Anforderungen des Militärs an Lagerplatz im Tower gerecht zu werden, wurden teilweise andere Räume umgewidmet, wie sogar die ehemaligen Wohngemächer des Königs im St Thomas's Tower, und südlich des White Towers entstand ein großer Anbau, von dessen Existenz heute nur noch wenige Planzeichnungen zeugen.
Auch ins 14. Jahrhundert fällt der Bau der Tower Wharf, die in dieser Form, im 20. Jahrhundert wieder zugeschüttet wurde. Ausgehend von einem schmalen Anleger im Westen des Towers wuchs die Anlegestelle in mehreren Etappen (1338, 1360 und 1369) nach Osten, bis sie den größten Teil der Südseite des Towers einnahm. In Zeiten des Hundertjährigen Krieges sollte das Nachschublager im Tower möglichst gut an die Themse und damit indirekt an den Ärmelkanal angebunden werden.
In die Zeit des hundertjährigen Krieges fällt auch der einzige militärische Sturm auf die Festung. Rebellen unter Wat Tyler stürmten die Festung und erfuhren keinerlei Widerstand. Sie beleidigten die Mutter des Königs, und sein Lordkanzler wurde auf dem Tower Hill geköpft.

## Der Tower unter den Tudors

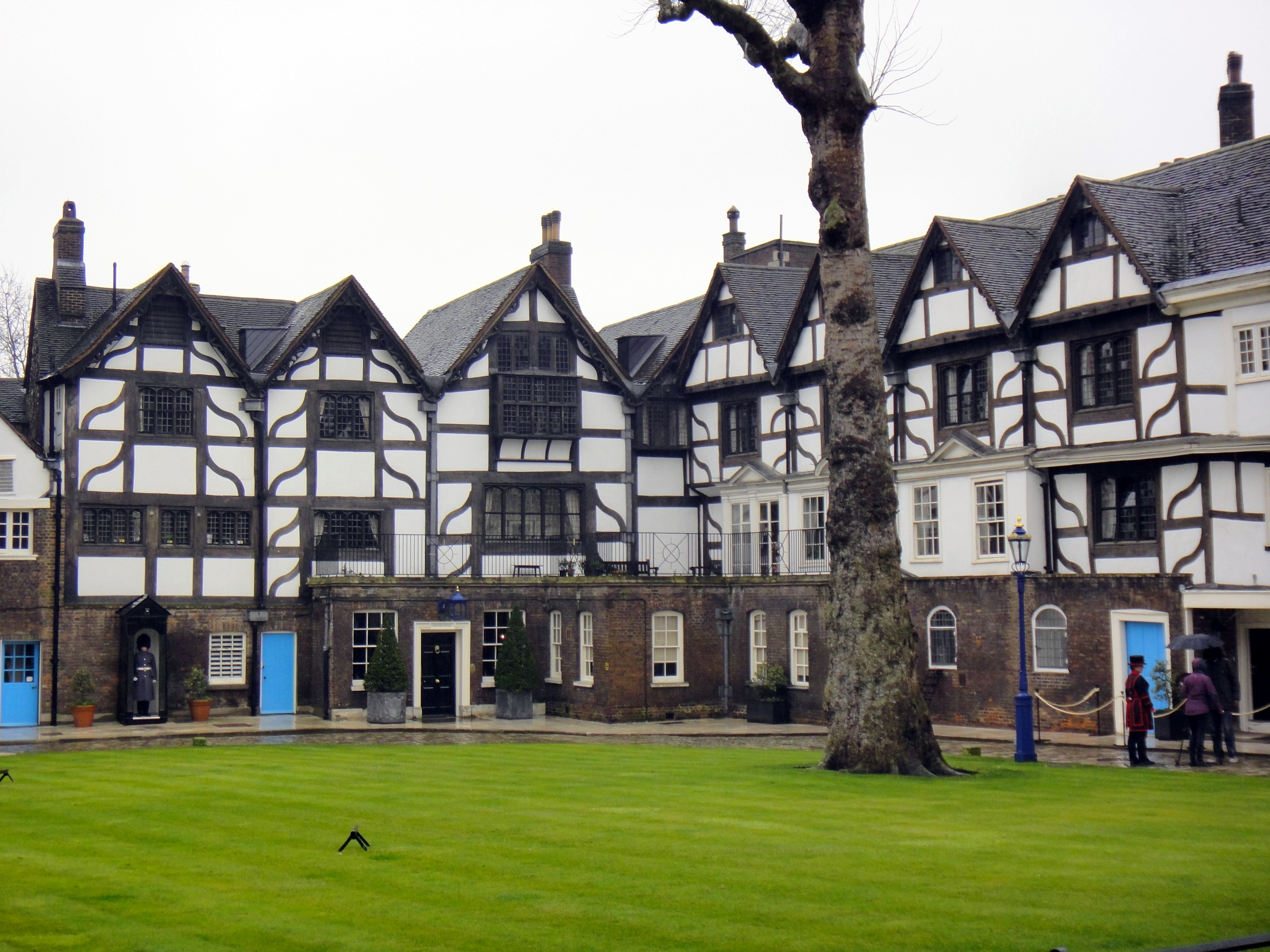
Queen’s House, entstanden unter Heinrich VIII.

Ab dem 16. Jahrhundert erlahmten die Arbeiten an den eigentlichen Verteidigungsanlagen des Towers endgültig. Zahlreiche Regierungsstellen und Organisationen, von der königlichen Waffenschmiede über die Münzprägestätte bis zum Archiv, waren mittlerweile im Tower heimisch geworden. Diese sorgten zwar für regelmäßigen Neubau und eine Erweiterung der inneren Gebäude, verhinderten aber den Ausbau der Verteidigungsanlagen – deren Kräftigung hätte die verschiedenen Gruppen wahrscheinlich Raum gekostet, den sie nicht bereit waren, zur Verfügung zu stellen. Die bedeutendsten Bauten aus der Zeit der Tudors fanden unter Heinrich VIII. statt. Er ließ die Festungskirche St. Peter ad Vincula komplett neu bauen, das Queen’s House, das größte Gebäude der Tudorzeit errichten, und die ersten Verteidigungsanlagen mit Schießscharten für Handfeuerwaffen versehen. In Heinrichs Zeit fällt der Ausbau der King’s Gallery, die Heinrich VII. zwischen Wakefield Tower und Lanthorn Tower hatte errichten lassen. Von Heinrich VIII. stammen damit die letzten repräsentativen Wohngemächer für einen König im Tower.
Zu den zahlreichen Gebäuden im Innenraum, die in den folgenden Jahrhunderten errichtet wurden – und die heute zu einem großen Teil nicht mehr vorhanden sind – gehörte der Bau einer der ersten modernen Kasernen Englands in der Mint Street in den Jahren 1669–1670. Bedeutsam ist das Grand Storehouse, das später einem Feuer zum Opfer fiel. Das Verwaltungsgebäude des Board of Ordnance, und die New Armouries, die vor dem White Tower lagen wurden später abgerissen. Darüber hinaus entstanden Dutzende kleinere Gebäude, Wohnhäuser und andere Bauten. Unter anderem bestanden zwei Pubs an der Außenmauer des Towers, die ebenfalls im 19. Jahrhundert abgerissen wurden.
Das mittelalterliche Coldharbour Gate fiel dem Nutzungswechsel im Tower zum Opfer. Seitdem im White Tower Schießpulver aufbewahrt wurde, setzte das Board of Ordnance einen gebäudelosen Schutzkorridor um den White Tower durch. Die verbliebenen mittelalterlichen Palastanlagen außerhalb des White Towers fielen zwei großen Feuern in den Jahren 1774 und 1788 zum Opfer, ihre Reste wurden danach schnell abgerissen und durch neue Lager- und Verwaltungsgebäude ersetzt. Dem Feuer fiel die Great Hall zum Opfer, der Lanthorn Tower, die Tudor Gallery beim Salt Tower, und der südliche Teil des Inner Curtain.

## 19. Jahrhundert: Inszenierung des Mittelalters

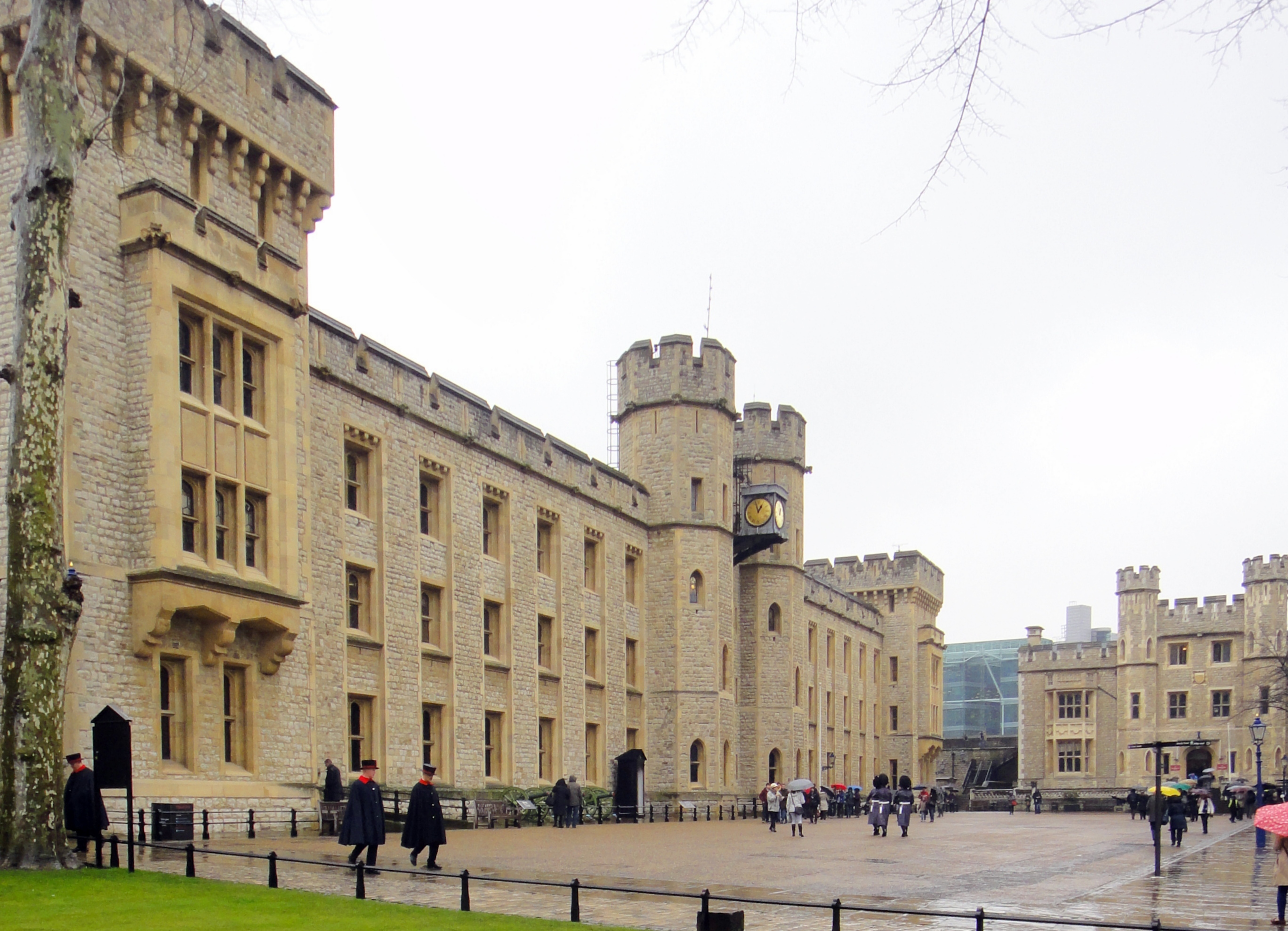
Waterloo Block, entstanden um 1848 als Kaserne.

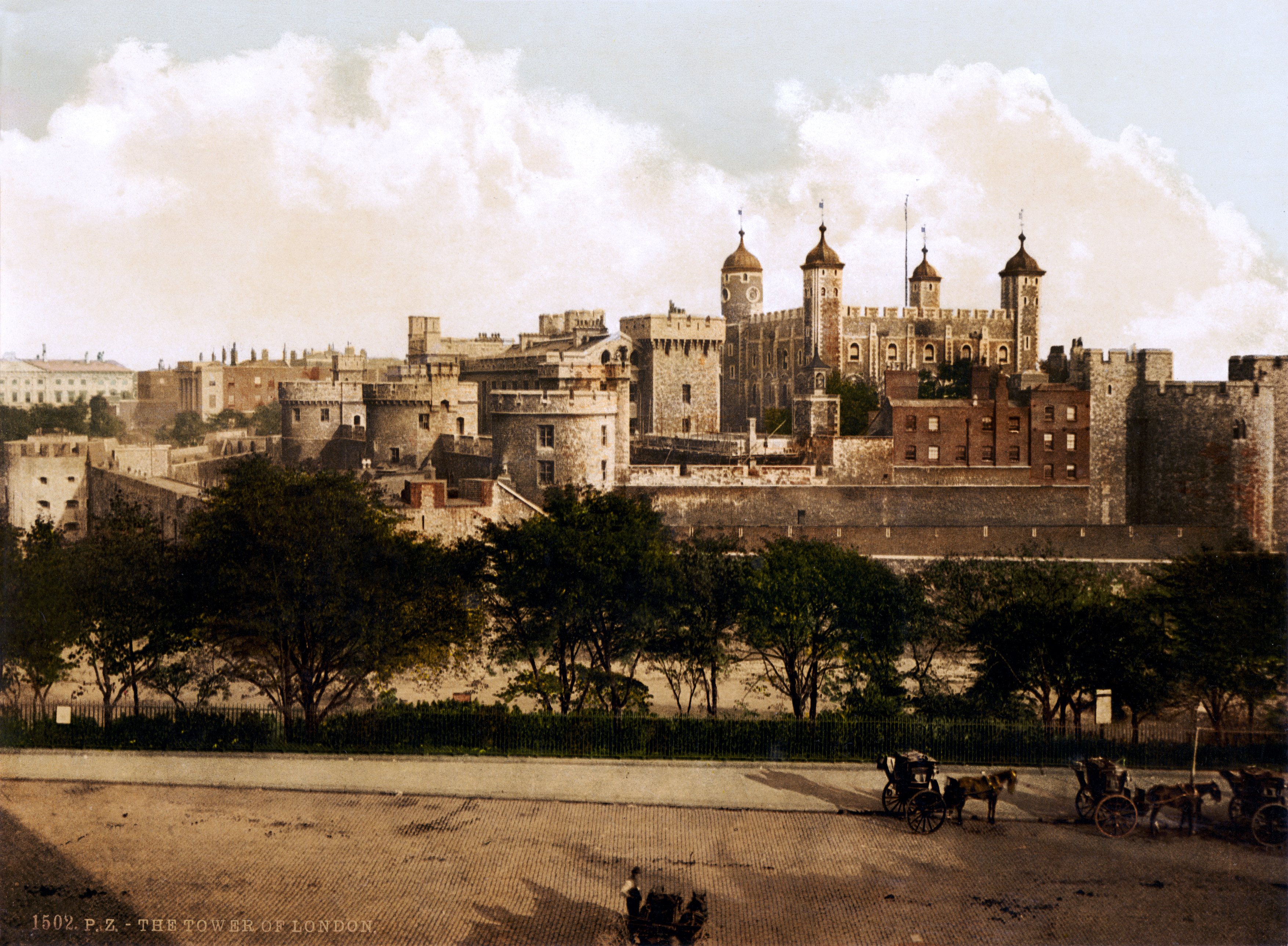
Foto des Towers von 1893

Die letzte gründliche Erneuerung erfolgte im Jahr 1840, als die Chartisten Großbritannien in Aufruhr versetzten und das britische Königshaus den Tower wieder auf den damaligen Stand der Verteidigungstechnik bringen ließ. Die letzten militärischen Umbauten setzte der Duke of Wellington in seiner Zeit als Konstabler des Tower von 1825 bis 1852 durch. Im Jahr 1848 ließ er die Festung gegen potenzielle Unruhen durch die Chartisten herrichten, verbannte den damals schon stattfindenden Tourismus- und Publikumsverkehr aus der Festung. Der Konstabler ließ den Waterloo Block bauen – Kasernen, in denen die britische Armee damals etwa 1000 Mann unterbrachte; heute Standort des Jewel House.
1853 und 1856 folgten Kasematten am äußeren Ring, in denen er die Offiziere unterbringen ließ und in denen heute die Wächter, die Yeomen Warders, wohnen. Aber auch der Duke of Wellington bereitete in seiner Zeit eine andere Nutzung vor: So ließ er 1843 den Wassergraben trockenlegen.
Das 19. Jahrhundert sah wiederum eine tiefgreifende Änderung der Nutzung. Bis 1850 hatten die Royal Mint, die Menagerie, und das Archiv den Tower verlassen, und waren in Gebäude weiter außerhalb der Londoner Innenstadt gezogen. Tourismus und Besichtigungen nahmen zu. Im 19. Jahrhundert folgten darauf größere Umbauten im Inneren. Nicht mehr benötigte Gebäude aus den vorherigen Jahrhunderten wurden abgerissen, andere errichtet. Der Mode der damaligen Zeit folgend, versuchten die Bauherren im Tower wieder einen möglichst mittelalterlichen Zustand herzustellen. Die Kasematten von 1856 wurden in einer Kampagne des Architekten Anthony Salvin, der – unterstützt von Victorias Prinzgemahl Albert – eine Re-Mittelalterisierung des Towers forderte, umgestaltet.
Anstatt wie in den Jahrhunderten zuvor, in Backstein mit Reminiszenzen an klassische Architektur zu bauen, forderte Salvin den Bau mit Naturstein, der möglichst originalgetreu mittelalterlich aussehen sollte. Salvins erste Arbeit im Tower war die Restaurierung des Beauchamp Towers. Salvin und sein Nachfolger John Taylor ließen zahlreiche Fenster der Jahrhunderte zuvor ersetzen, ebenso wie Backsteinreparaturen, oder zu modern erscheinende Inneneinrichtungen in den öffentlichen Räumen. Die von Salvin und Taylor gestalteten Teile des Towers bekamen ein klar neugotisches Aussehen. Gleichzeitig aber ließ er beispielsweise den originalen mittelalterlichen Boden des Wakefield Towers auswechseln, um die Kronjuwelen in diesem stilvoller inszenieren zu können, als es im Martin Tower der Fall war. Ebenfalls in diese Zeit fiel die Umgestaltung von Teilen des Inneren Rings zum gartenartigen Tower Green, und die Anbringung einer Gedenkplakette für Anne Boleyn.
Sowohl aus militärischen wie auch aus ästhetischen Gründen, ließen die Baumeister des 19. Jahrhunderts zahlreiche Gebäude auf dem Festungsgelände entfernen. Darunter stammen die ersten Anbauten des White Towers aus dem 12. Jahrhundert, von denen nur noch der Wardrobe Tower in Fragmenten erhalten ist. Ebenfalls dieser Klärung fielen die Horse Armoury, die Gebäude die Ordnance Office und Record Office im 17. Jahrhundert genutzt hatten, zum Opfer. Die südliche innere Mauer ersetzte Taylor durch eine mittelalterlichere aussehende, nicht ohne bei diesen Umbauten auch Originalbestände aus dem Mittelalter zu zerstören. Die Arbeiten Taylors sorgten für einen heftigen Disput mit der neu gegründeten Society for the Protection of Ancient Buildings, die zu einer der ersten Grundsatzdiskussionen zum modernen Denkmalschutz im 19. Jahrhundert wurden.

## 20. Jahrhundert: Zerstörung und Wiederaufbau

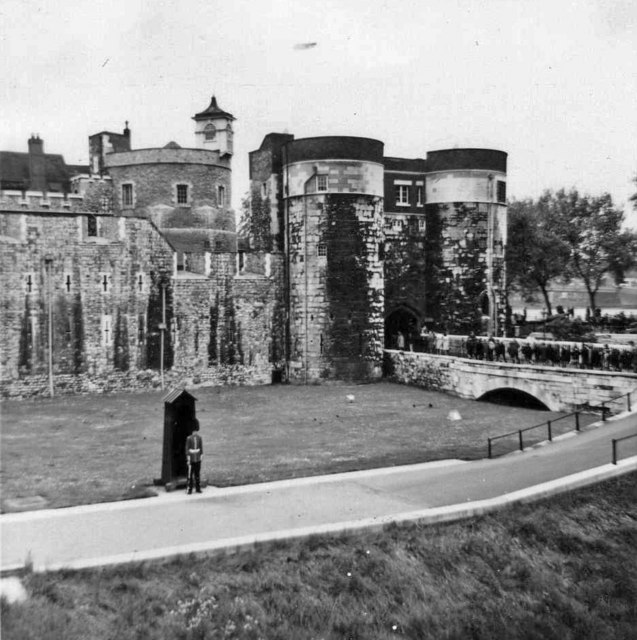
Tower 1968. An dieser Stelle noch vor der großen Reinigung.

Seit etwa 1900 ist die Anordnung der Gebäude im Tower im Wesentlichen gleich geblieben. Allerdings hinterließen beide Weltkriege als auch weitere Modernisierungen und Anpassungen an den modernen Tourismus ihre Spuren.
Im Ersten Weltkrieg hatten die deutschen Streitkräfte ursprünglich den Befehl die historischen Schlösser und Kirchen Londons zu verschonen. Mit steigender Kriegsdauer und zunehmender Zahl der Luftangriffe wirkte sich der Krieg auch auf den Tower auf. Der Tunnel zwischen Tower Wharf und White Tower wurde als Luftschutzbunker eingerichtet. Im Juni 1917 landete eine Bombe im Graben neben Legge’s Mount, explodierte jedoch nicht. Ihre einzigen Opfer waren zwei Tauben. Explosionssplitter verschiedener Bomben beschädigten jedoch mehrfach die Außenmauer. Der größte Schaden, den ein einzelnes Geschoss anrichtete, kam jedoch durch Eigenbeschuss zustande. Ein gegen die Luftangriffe gerichtetes Geschütz auf der Tower Bridge zerstörte aus Versehen ein Hilfsgebäude neben dem Bowyer Tower.
Allerdings wurden im Zweiten Weltkrieg diverse Gebäude im Tower durch deutsche Luftangriffe zerstört, und in den Jahren nach dem Krieg wiederaufgebaut. Insgesamt gingen 15 deutsche Fliegerbomben auf dem Towergelände nieder. Mehrere Gebäude wurden ganz zerstört, kein einziges der Tower-Gebäude kam unbeschadet durch den Zweiten Weltkrieg. Die North Bastion in der Mitte der nördlichen Mauer überstand knapp einen Bombentreffer im Graben im September 1940, um am 5. Oktober 1940 durch einen Volltreffer doch noch zerstört zu werden. Abgebrannt sind in dieser Zeit ebenso die spätviktorianische Wachstation Main Guard wie der nördliche Teil des Old Hospital Block, und das ehemalige Gebäude des königlichen Münzschätzers. Teilweise wurden diese aufgebaut: Bastion und Wachgebäude wurden nicht wiederhergestellt, um einen Zustand herzustellen, der näher am mittelalterlichen Tower war. Die letzten Folgen des Krieges wurden 1959 entfernt, als ein kleiner Bunker am Tower Wharf wieder abgebaut wurde.
Seit den 1960er Jahren folgte eine weitere Rückbesinnung auf die Geschichte des Gebäudes. Umfangreiche archäologische Ausgrabungen begannen, und an mehreren Stellen bemühten sich Restauratoren, wieder einen mittelalterlichen Zustand wiederherzustellen. So wurde beispielsweise das erste Mal seit 300 Jahren wieder eine Holztreppe errichtet, die den ursprünglichen Eingang zum White Tower zugänglich machte. Ebenfalls in den 1960er Jahren begannen Reinigungsarbeiten, an Gebäuden, die dies seit mehreren Hundert Jahren nicht mehr erlebt hatten. Rückblickend auf die Zeit schreibt der ehemalige offizielle Historiker des Towers, Geoffrey Parnell, es sei heute nur noch schwer vorstellbar, wie unglaublich dreckig die Festung in den 1950ern war.